# Großer Preis von Belgien 1931

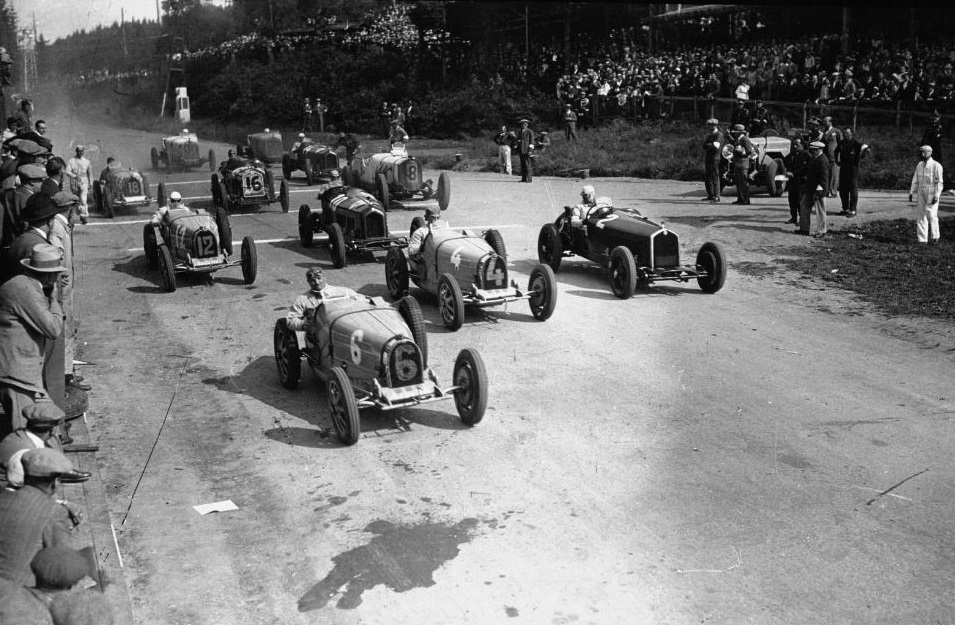
Start zum Großen Preis von Belgien

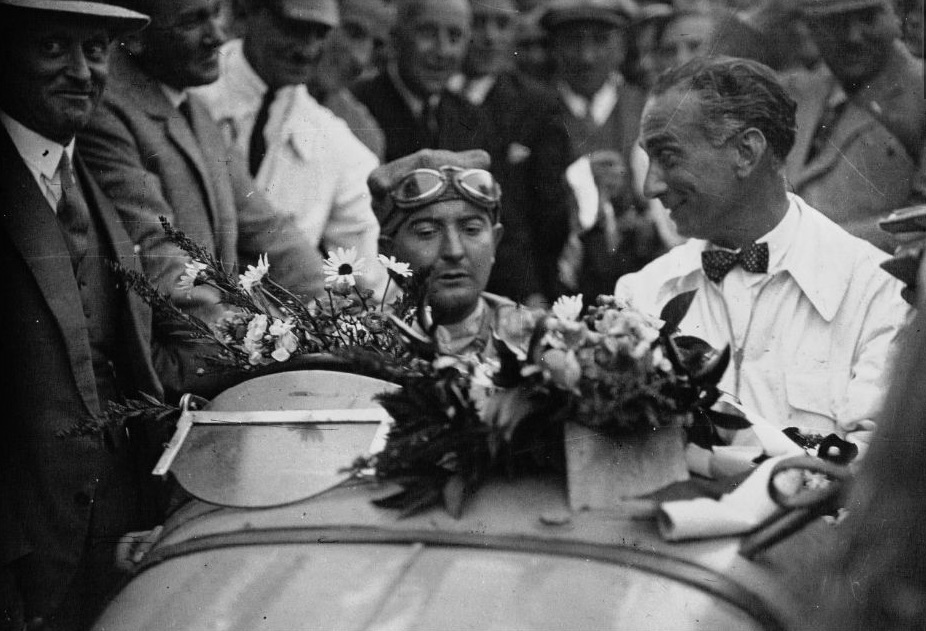
Die Rennsieger William Grover-Williams (rechts) und Caberto Conelli (links)

Der III. Große Preis von Belgien fand am 12. Juli 1931 auf dem 14,914 km langen Circuit de Spa-Francorchamps statt. Als Grande Épreuve war er Wertungslauf zur Grand-Prix-Europameisterschaft 1931 und wurde gemäß den dafür geltenden Bestimmungen ohne vorgegebene Rennformel für die Wagen (einzuhalten war lediglich eine Mindestbreite von 100 cm) über eine Renndauer von 10 Stunden ausgetragen, wobei sich jeweils zwei Piloten am Steuer eines Wagens abwechselten.
Sieger wurde die Fahrerpaarung William Grover-Williams (unter dem Pseudonym „W. Williams“) und Caberto Conelli auf Bugatti Type 51. Der Europameistertitel ging jedoch an Ferdinando Minoia auf Alfa Romeo 8C 2300.

## Rennen
Zum entscheidenden Wertungslauf der Europameisterschaft von 1931 reiste Alfa-Romeo-Pilot Giuseppe Campari (als Sieger des vorangegangenen Großen Preises von Italien und Zweiter des Rennens in Frankreich) mit deutlichem Vorsprung von drei Meisterschaftspunkten auf seinen Stallgefährten Ferdinando Minoia als klarer Titelfavorit an. Unter den Bedingungen des Reglements hätte ihm dazu sogar eine Zielankunft im Mittelfeld des Klassements in jedem Fall gereicht. Minoia musste sich außerdem zusammen mit seinem Partner Giovanni Minozzi mit der etwas längeren und schwereren, dafür aber auch etwas ausdauernderen Rennsportversion des Alfa Romeo 8C-2300-Rennsportversion zufriedengeben, wie sie zuvor bei der Targa Florio eingesetzt worden war. Campari stand dagegen der etwas rassigere „Monza“-Typ – so bezeichnet nach dem Debüterfolg im Italienischen Grand Prix – zur Verfügung, an dessen Steuer er sich mit Goffredo Zehender während des Rennens abwechselte. Ein gleiches Modell hatten auch Tazio Nuvolari und Baconin Borzacchini, die – ohne jede Hoffnung auf die Meisterschaft – nur auf den Grand-Prix-Sieg angesetzt worden waren.
Hauptgegner der Alfa Romeo waren nach dem Heimerfolg im französischen Grand Prix natürlich wieder die favorisierten Bugatti mit dem aktuellen Modell Bugatti Type 51 und der erfolgsverwöhnten Fahrerpaarung Louis Chiron/Achille Varzi, dazu zwei weitere Autos für Albert Divo/Guy Bouriat und William Grover-Williams („W. Williams“)/Caberto Conelli. Maserati hatte nach der Niederlage in Montlhéry wie schon beim Saisonauftakt erneut auf die Teilnahme in Belgien verzichtet, angeblich um sich stattdessen auf den Start beim Großen Preis von Deutschland vorzubereiten. Neben der privat gemeldeten Mannschaft Jean-Pierre Wimille/Jean Gaupillat, ebenfalls auf einem Bugatti 51, wurde der Rest des insgesamt 12 Wagen starken Felds mit weiteren unabhängigen Teilnehmern aufgefüllt, die eine Woche zuvor bereits beim 24-Stunden-Sportwagenrennen an gleicher Stelle mit dabei gewesen waren.
Wie bei den beiden bisherigen Grandes Épreuves des Jahres war auch in Spa-Francorchamps das Publikumsinteresse enorm und wie zuvor wurde den zahlreichen Zuschauern in der Anfangsphase des aufgrund des Reglements über 10 Stunden Dauer angesetzten Rennens zunächst guter Sport geboten. Vor allem die beiden Erzrivalen Varzi (Bugatti) und Nuvolari (Alfa Romeo) lieferten sich zweieinhalb Stunden lang einen packenden Kampf um die Spitze, in dem beide jeweils immer abwechselnd einige Runden lang die Oberhand hatten. Beide kamen dann auch etwa zur gleichen Zeit zum Fahrerwechsel an die Box, wonach sich Varzis Teamkollege Chiron gegenüber Borzacchini dann doch deutlich absetzen konnte. Damit flaute die Spannung nun wieder deutlich ab, zumal auch dahinter die Reihenfolge mit „Williams“/Conelli (Bugatti), Minoia/Minozzi (Alfa Romeo), Divo/Bouriat (Bugatti) und Wimille/Gaupillat als bester Privatmannschaft die ganze Zeit über weitgehend unverändert blieb.
Zur Halbzeit des Rennens war es ausgerechnet die auf Sicherheit und Titelgewinn fahrende Mannschaft Campari/Zehender (Alfa Romeo), die als erste die Segel streichen musste, womit Campari die Meisterschaft tatsächlich noch aus den Händen glitt. Aber auch bei Bugatti gab es bald lange Gesichter, denn kurz darauf kam der bis dahin sicher führende Chiron zu Fuß an die Box, um Werkzeug und Ersatzteile für seinen mit Zünddefekt liegengebliebenen Bugatti zu holen. Sein Reparaturversuch blieb jedoch erfolglos und als nach Ablauf von sechs Stunden Renndauer mit Divo/Bouriat dann auch der zweite Bugatti aus dem Rennen schied, hatten Nuvolari/Borzacchini beinahe eine ganze Runde Vorsprung auf „WWilliams“/Conelli herausgefahren. Einen sicher geglaubten Sieg vor Augen gab das Team Nuvolari daher Signal, langsamer zu machen, um das Auto zu schonen. Aber gegen Ende des Rennens konnte „Williams“ – dank der in den Rädern integrierten Bremstrommeln nach jedem Reifenwechsel mit frischen Bremsen unterwegs – den Alfa Romeo schließlich doch noch abfangen, der zudem wegen Problemen mit der Benzinzufuhr noch einen weiteren zusätzlichen Stopp einlegen musste.
Hinter den beiden führenden Mannschaften kamen Minoia/Minozzi mit ihrem Alfa Romeo mit drei Runden Rückstand als dritte ins Ziel, womit Ferdinando Minoia in der Wertung zur Europameisterschaft mit Campari nach Punkten gleichgezogen hatte. Für einen solchen Fall war in dem ohnehin nicht besonders gut durchdachten Regelwerk – das Siege gegenüber anderen Platzierungen zu wenig belohnte – festgelegt, dass der Titel in einem solchen Fall an den Fahrer mit der über alle Wertungsläufe insgesamt zusammengerechneten größten zurückgelegten Gesamtdistanz vergeben wurde. So wurde Minoia zum Europameister erklärt, obwohl er keines der drei Rennen gewonnen hatte, während Campari am Ende etwa 70 km Fahrstrecke bzw. fünf Runden zum Titelgewinn fehlten.

## Ergebnisse

### Meldeliste
| Team                       | Nr. | Fahrer                                  | Info | Chassis                                  | Motor                                | Reifen |
| -------------------------- | --- | --------------------------------------- | ---- | ---------------------------------------- | ------------------------------------ | ------ |
| SA Alfa Romeo              | 02  | Ferdinando Minoia Giovanni Minozzi      |      | Alfa Romeo 8C-2300 Spider „Targa Florio“ | Alfa Romeo 2.3L I8 Kompressor        | P      |
| SA Alfa Romeo              | 10  | Tazio Nuvolari Baconin Borzacchini      |      | Alfa Romeo 8C-2300 „Monza“               | Alfa Romeo 2.3L I8 Kompressor        | P      |
| SA Alfa Romeo              | 14  | Giuseppe Campari Goffredo Zehender      |      | Alfa Romeo 8C-2300 „Monza“               | Alfa Romeo 2.3L I8 Kompressor        | P      |
| Automobiles Ettore Bugatti | 04  | William Grover-Williams Caberto Conelli |      | Bugatti T51                              | Bugatti 2.3L I8 Kompressor           | M      |
| Automobiles Ettore Bugatti | 06  | Albert Divo Guy Bouriat                 |      | Bugatti T51                              | Bugatti 2.3L I8 Kompressor           | M      |
| Automobiles Ettore Bugatti | 12  | Louis Chiron Achille Varzi              |      | Bugatti T51                              | Bugatti 2.3L I8 Kompressor           | M      |
| Henri Stoffel              | 08  | Henri Stoffel Boris Iwanowski           |      | Mercedes-Benz SSK                        | Mercedes-Benz M06 7.1L I6 Kompressor |        |
| Tim Birkin                 | 16  | Tim Birkin Brian Lewis                  |      | Alfa Romeo 8C-2300 „Le Mans“             | Alfa Romeo 2.3L I8 Kompressor        | D      |
| Jean-Pierre Wimille        | 18  | Jean-Pierre Wimille Jean Gaupillat      |      | Bugatti T51                              | Bugatti 2.3L I8 Kompressor           | M      |
| Charles Montier et Cie     | 20  | Ferdinand Montier                       |      | Montier Spéciale                         | Ford 3.3L I4                         | M      |
| Charles Montier et Cie     | 22  | Charles Montier François Ducolombier    |      | Montier Spéciale                         | Ford 3.3L I4                         | M      |
| Jean Pesato                | 24  | Jean Pesato Pierre Félix                |      | Alfa Romeo 6C-1750                       | Alfa Romeo 1.8L I8 Kompressor        |        |

### Startaufstellung
Die Startpositionen wurden in der Reihenfolge der vorab zugeteilten Startnummern vergeben.
| Minoia     | Williams   | Divo    |
|            |            |         |
| Stoffel    | Nuvolari   | Varzi   |
|            |            |         |
| Campari    | Birkin     | Wimille |
|            |            |         |
| F. Montier | C. Montier | Pesato  |

### Rennergebnis
| Pos. | Fahrer                                  | Konstrukteur | Runden | Stopps | Zeit         | Start | Schnellste Runde | Ausfallgrund           | EM-Punkte |
| ---- | --------------------------------------- | ------------ | ------ | ------ | ------------ | ----- | ---------------- | ---------------------- | --------- |
| 01   | William Grover-Williams Caberto Conelli | Bugatti      | 88     |        | 10:00:00,000 | 2     |                  |                        | 1         |
| 02   | Tazio Nuvolari Baconin Borzacchini      | Alfa Romeo   | 88     |        | + 7:00,000   | 5     |                  |                        | 2         |
| 03   | Ferdinando Minoia Giovanni Minozzi      | Alfa Romeo   | 85     |        | + 3 Runden   | 1     |                  |                        | 3         |
| 04   | Tim Birkin Brian Lewis                  | Alfa Romeo   | 83     |        | + 5 Runden   | 8     |                  |                        | 4         |
| 05   | Henri Stoffel Boris Iwanowski           | Mercedes     | 81     |        | + 7 Runden   | 4     |                  |                        | 4         |
| 06   | Jean Pesato Pierre Félix                | Alfa Romeo   | 73     |        | + 15 Runden  | 12    |                  |                        | 4         |
| 07   | Jean-Pierre Wimille Jean Gaupillat      | Bugatti      | 65     |        | + 23 Runden  | 9     |                  |                        | 5         |
| 08   | Charles Montier François Ducolombier    | Montier      | 58     |        | + 30 Runden  | 11    |                  |                        | 5         |
| —    | Ferdinand Montier                       | Montier      | 56     |        | DNF          | 10    |                  | Mechanik               | 5         |
| —    | Albert Divo Guy Bouriat                 | Bugatti      | 51     |        | DNF          | 3     |                  | defektes Differential  | 5         |
| —    | Louis Chiron Achille Varzi              | Bugatti      | 44     |        | DNF          | 6     | 6:18,6001        | defekter Zünderantrieb | 6         |
| —    | Giuseppe Campari Goffredo Zehender      | Alfa Romeo   | 40     |        | DNF          | 7     |                  | Wagenbrand             | 6         |

1 Louis Chiron